# Рябцевич, Валентин Наумович
Валенти́н Нау́мович Рябце́вич (26 ноября 1934, деревня Красное, Кировский район (Могилёвская область), БССР — 29 мая 2008, Минск, Белоруссия) — белорусский историк, нумизмат и археолог. Профессор, доктор исторических наук.

## Биография
В. Н. Рябцевич родился 26 ноября 1934 г. в д. Красное Кировского района Могилевской области в семье профессионального военного.
Получил образование в Белорусском государственном университете, который закончил в 1957 году. С 1959 по 1963 гг. обучался в аспирантуре Государственного Эрмитажа (научный руководитель — док. ист. наук И. Г. Спасский). C 1957—1959 гг. — научный сотрудник Организационной группы Государственного музея БССР. С 1963 года работал на историческом факультете БГУ. В 1999 году вошёл в состав созданной Военно-геральдической комиссии при Совете Безопасности Республики Беларусь.

## Научная деятельность
В. Н. Рябцевич — автор 4 монографий, более 100 научных и 300 энциклопедических статей. Уже первая его книга «О чём рассказывают монеты» (1968 г.) в течение короткого времени исчезла с книжных полок магазинов, став настольной книгой профессиональных нумизматов и коллекционеров. Не меньшую популярность имело и второе издание этой работы, опубликованной в 1977 г. тиражом 190 тыс. экземпляров. В 1995 г. вышла из печати «Нумизматика Беларуси», которая по сути дела является энциклопедией денежного обращения на территории Беларуси со времени появления здесь первых монет (I—II вв.) до конца XX в. В 1995 г. был опубликован ещё один капитальный труд ученого «Российско-польские монетные эмиссии эпохи Петра I», ставший темой его докторской диссертации, защищенной в 1996 г. В ней на основе аналитического осмысления обильной историографии, впервые вводимых в научный оборот архивных и нумизматических источников разрешен ряд проблем, являвшихся объектами ожесточенных дискуссий нумизматов с конца XVIII века. Умер 29 мая 2008 г.

### Основные работы
- О чём рассказывают монеты. — Минск, 1-е изд., 1968, 2-е изд., 1977.
- Археалогія і нумізматыка Беларусі — энцыклапедыя. — Мінск, 1993 (в соавторстве).
- Нумизматика Беларуси. — Минск, 1995.
- Российско-«Польские» монетные эмиссии эпохи Петра I. — Тольятти, 1995.
- Брылёўскі скарб. — Мінск, 2011 (в соавторстве).